# Mount Carmel (Illinois)
Pour les articles homonymes, voir Mount Carmel.
La ville de Mount Carmel est le siège du comté de Wabash, dans l'Illinois, aux États-Unis.